# Hiro Yamamoto
 (février 2024).
Si vous disposez d'ouvrages ou d'articles de référence ou si vous connaissez des sites web de qualité traitant du thème abordé ici, merci de compléter l'article en donnant les références utiles à sa vérifiabilité et en les liant à la section « Notes et références ».
Pour les articles homonymes, voir Yamamoto.
Hiro Yamamoto (ヒロ・ヤマモト), né le 13 avril 1961, fut le bassiste et membre fondateur du groupe grunge Soundgarden qu'il quitta en 1989 afin de finir ses études. En 1991, il forma le groupe indépendant Truly aux côtés du batteur de Screaming Trees, Mark Pickerel et du chanteur Robert Roth.